# Misgolas beni
Misgolas beni là một loài nhện trong họ Idiopidae.
Loài này thuộc chi Misgolas. Misgolas beni được G. Wishart miêu tả năm 2006.